# Pavel Lucín Helikoniades z Helikonu
Pavel Lucín Helikoniades z Helikonu (asi 1525 Tábor – 1595 Jindřichův Hradec) byl český humanista, písař, právník, básník a překladatel, povýšený do šlechtického stavu. Byl absolventem Univerzity Karlovy a nositelem titulu bakaláře a byl mimořádně literárně činný. Za své zásluhy byl roku 1583 povýšen do šlechtického stavu s přídomkem Helikoniades z Helikonu.

## Životopis

### Mládí
Narodil se v Táboře nedaleko hlavního městského náměstí ve Střelnické ulici v domě č. 222 do zajištěné rodiny zdejšího měšťana a městského písaře Matyáše Lucína. Jeho příbuzným byl velmi pravděpodobně Václav Lucín Táborský, který je od roku 1542 připomínán jako měšťan a písař Nového Města Pražského.
Lucín odešel do Prahy studovat na Univerzitě Karlově, kde roku 1546 dosáhl titulu bakaláře svobodných umění. Krátce v Praze pobýval a působil jako pedagog.

### V Táboře
Roku 1551 se natrvalo navrátil do Tábora. Zde byl roku 1549 přijat mezi obecní starší, od roku 1551 potom působil v městské radě. Téhož roku pojal za manželku urozenou Majdalenu Smrčkovou z Mnichu, dceru tehdejšího držitele statků Hrob a Radenín. Intenzivně se tou dobou zabýval překladatelstvím a básnickou tvorbou. Za služby prokázané rakouskému a českému králi Ferdinandovi I. mu byla z panovníkova nařízení věnována ves pod již pustým Kozím hrádkem nedaleko Tábora a přilehlé pozemky. Na základě majetkových sporů Lucína s táborskými konšely si ve městě řadu lidí znepřátelil, roku 1566 byl dokonce krátce uvězněn, neboť se měl neuctivě projevit vůči táborskému rychtáři a městským radním.

### V Jindřichově Hradci
Patrně před rokem 1570 tak Tábor i s rodinou opustil a odstěhoval se do Jindřichova Hradce, města rozvíjejícího se pod vládou rodu pánů z Hradce. Zde opět vykonával úřad městského písaře. Roku 1573 prodal Kozí hrádek.
Za jeho práci v oblasti práva, české historie a literatury mu byl roku 1583 udělen rodový erb i predikátem z Hory Helikonu (Helikoniades z Helikonu). Svou roli sehrálo patrně i zařazení Lucínových básní do druhého svazku básnickém almanachu z let 1561–1562, jehož vydání inicioval Jan starší Hodějovský z Hodějova, místosudí království Českého a známý mecenáš básníků.

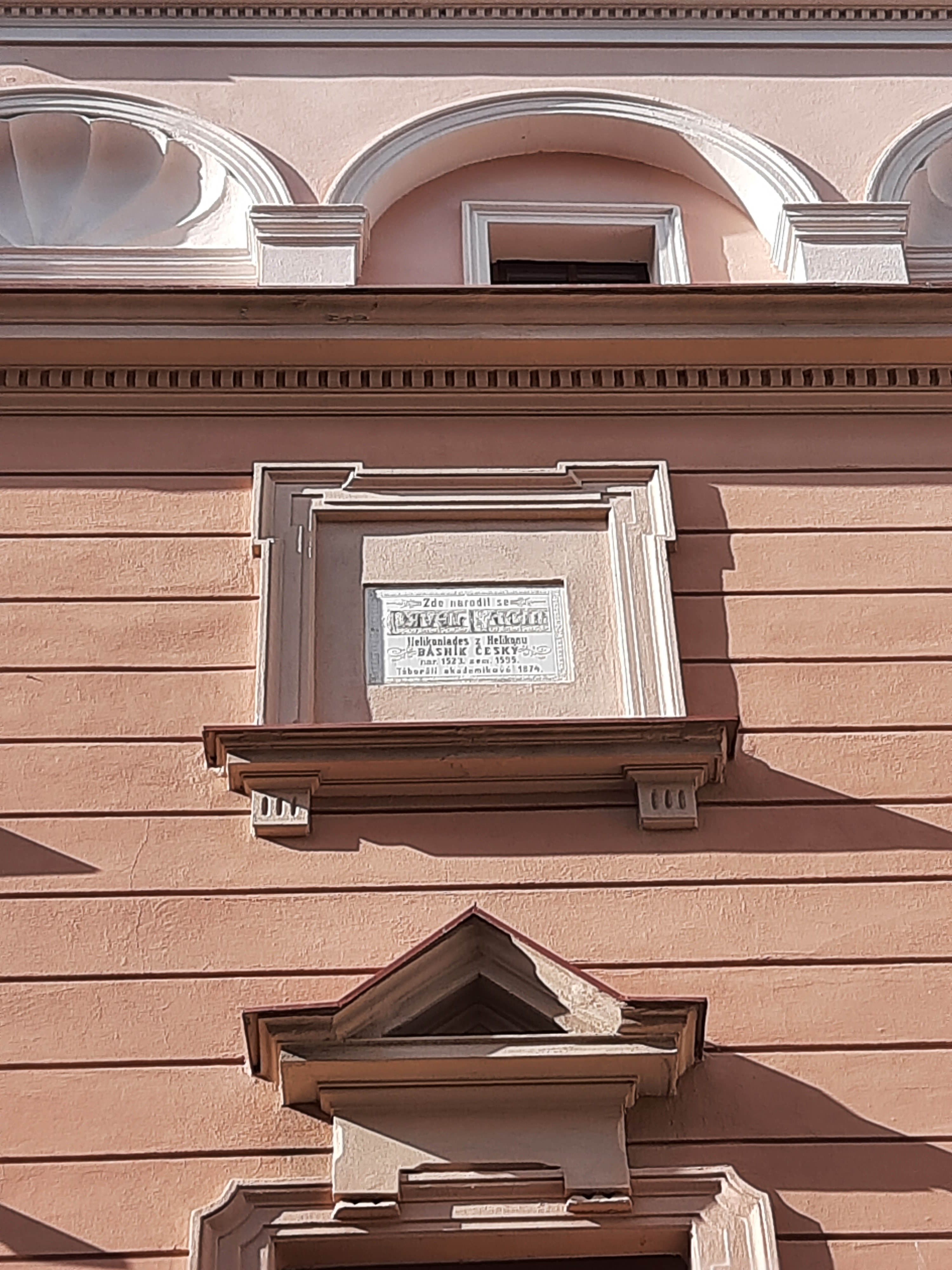
Pamětní deska Pavla Lucína na fasádě rodného domu, Střelnická 222, Tábor

### Úmrtí
Pavel Lucín Helikoniades z Helikonu zemřel roku 1595 v Jindřichově Hradci, ve věku 69 nebo 70 let, a byl zde patrně také pohřben.

### Rodina
Oženil se s Magdalenou Smrčkovou z Mnichu, společně počali několik dětí. V Lucínově závěti z roku 1596 jsou zmíněni synové Theofil, Gamaliel a Zachariáš, pobývající v Jindřichově Hradci. Syn Theofil byl rovněž autorem několika básní.
Vdova Magdalena se roku 1596 provdala za Martina Vančatu z Vratkova, kterému následně zapsala mj. vlastnictví domu č. 222 v Táboře. Nedlouho po uzavření sňatku pak zemřela.
Na Lucínovu paměť byla později nazvána je také ulice spojující ulici Truhlářská a Tržní náměstí. Dne 6. dubna 1874 byla táborskými akademiky při místní slavnosti odhalena pamětní deska na Lucínově rodném domě. Při této příležitosti promluvil mj. prof. Josef Adámek, profesor ve Volsku na Rusi.

## Dílo (výběr)

### Spisy
- Kniha o nestálém štěstí (1579)
- Výklad na agnus Dei spolu hádání člověka hříšného s pokušením a o moru zpráva (1583)
- Kniha o rozdílu a povinnosti starého a nového zákona (1583)
- O z mrtvých vstání Krista (1583)

### Básně
- In adventum serenissimi principis ac ducis Maximiliani, regis Boemiae etc., in Thabor acclamatio gratulatoria (1562)
- Báseň na počest sňatku Adama II. z Hradce s Kateřinou hraběnkou z Montfortu (1574)
- Apophoreta senatui Thaborensi (nejistá datace i autorství, možná sepsána Tobiášem Lucínem v pozdějším období)

### Překlady
- Rozmlouvání Boha s Evou (Filip Melanchton, 1557, vydáno pražským tiskařem Jiřím Melantrichem)[6]

- Přerozkošná zahrádka lidem v zármutcích postavená (Linhart Jacobi, 1563, věnováno Janu Čabelickému z Soutic a na Vltavském Týně)
- Historia o císaři Karlovi, toho jména čtvrtém, králi českém, sepsaná a v nově vůbec vydaná od M. Prokopa Lupáče z Hlavačova. Item posloupnej pořádek vůdcův, knížat a králuov slavného království českého (Prokop Lupáč, 1579)